# Keith L. Ware

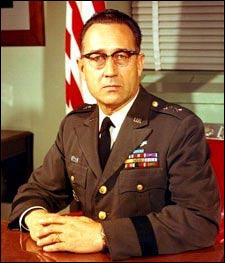
Keith L. Ware

Keith Lincoln Ware (* 23. November 1915 in Denver, Colorado; † 13. September 1968 in Lộc Ninh, Provinz Bình Phước, im damaligen Südvietnam) war ein Generalmajor der United States Army. Er war unter anderem Kommandeur der 1. Infanteriedivision und wurde im Einsatz getötet.
Keith Ware besuchte die öffentlichen Schulen seiner Heimat. Nach der High School arbeitete er in verschiedenen Berufen. Im Vorfeld des amerikanischen Eintritts in den Zweiten Weltkrieg wurde er im Sommer 1941 zur Armee eingezogen. Dort absolvierte er 1942 die Officer Candidate School und wurde damit Leutnant im Heer. In der Armee durchlief er anschließend alle Offiziersränge bis zum Zweisterne-General.
In der Folge wurde er auf den europäischen Kriegsschauplatz versetzt. Dort nahm er unter anderem am Tunesienfeldzug und dem Beginn des Italienfeldzugs teil, ehe er nach Nordfrankreich versetzt wurde. Dort zeichnete er sich durch seine Tapferkeit im Gefecht aus, wobei er auch verwundet wurde. Nach dem Krieg gehörte Ware für einige Zeit den Besatzungstruppen in Deutschland an. Danach kehrte er in die Vereinigten Staaten zurück, wo er das Command and General Staff College absolvierte. In späteren Jahren absolvierte er noch das National War College und das Armed Forces College und studierte an der Columbia University und der George Washington University.
Nach einer kurzen Dienstzeit als Stabsoffizier in Washington, D.C. war er von 1947 bis 1951 Lehrer an der United States Military Academy in West Point. Mitte der 1950er Jahre diente er zwei Jahre lang in Südkorea. Es folgten weitere Verwendungen als Stabsoffizier und eine Versetzung nach Europa. Im Jahr 1963 wurde Keith Ware Stabsoffizier bei der 2. Panzerdivision in Fort Hood. Danach war er bis 1967 im Heeresministerium in der Abteilung für Öffentlichkeitsarbeit (Public Affairs) tätig.
Im Juli 1966 wurde Keith Ware zum Generalmajor befördert. Seit Anfang 1968 nahm er auf eigenen Wunsch am Vietnamkrieg teil. Dort gehörte er zunächst zu den Truppen, die sich der Tet-Offensive widersetzten. Bereits im Februar 1968 übernahm er das Kommando über die dort eingesetzte 1. Infanteriedivision. Am 13. September 1968 überflog Ware mit einigen seinen Stabsoffizieren in einem Hubschrauber eine Kampfzone bei Lộc Ninh. Dabei wurde der Hubschrauber von feindlichen Granaten getroffen und abgeschossen. Sowohl Generalmajor Ware als auch seine an Bord befindlichen Stabsoffiziere sowie die Crew des Hubschraubers kamen ums Leben. Keith Ware war der zweite amerikanische Offizier im Generalsrang der im Vietnamkrieg starb. (Der erste war der am 19. März 1967 an einem Herzinfarkt verstorbene Brigadegeneral Alfred Moody). Keith Ware wurde auf dem Nationalfriedhof Arlington beigesetzt. Später wurde der jährliche Preis für Journalismus der US-Armee (The U.S. Army’s annual Awards for Journalism) nach ihm benannt.

## Orden und Auszeichnungen
Keith Ware erhielt im Lauf seiner militärischen Laufbahn und auch posthum unter anderem folgende Auszeichnungen:
- Combat Infantryman Badge
- Medal of Honor
- Distinguished Service Cross
- Army Distinguished Service Medal
- Silver Star
- Bronze Star Medal
- Purple Heart
- American Defense Service Medal
- American Campaign Medal
- European-African-Middle Eastern Campaign Medal
- World War II Victory Medal
- Army of Occupation Medal
- National Defense Service Medal
- Vietnam Service Medal
- Presidential Unit Citation
- Croix de Guerre (Frankreich)
- Vietnam Campaign Medal (Südvietnam)
- Gallantry Cross (Südvietnam)